# Challenger Series - Houston 2019
Le Challenger Series - Houston 2019, note vome Oracle Challenger Series - Houston 2019 per motivi di sponsorizzazione, sono state un torneo di tennis maschile e femminile giocato su campi in cemento. È stata la 2ª edizione del torneo, che faceva parte dell'ATP Challenger Tour 2019 e del WTA Challenger Tour 2019. Il torneo si è giocato al George R. Brown Tennis Center di Houston dall'11 al 17 novembre 2019.

## Partecipanti ATP

### Teste di serie
| Nazionalità   | Giocatore                | Ranking* | Testa di serie |
| ------------- | ------------------------ | -------- | -------------- |
| Stati Uniti   | Tennys Sandgren          | 69       | 1              |
| Stati Uniti   | Bradley Klahn            | 105      | 2              |
| Croazia       | Ivo Karlović             | 106      | 3              |
| Stati Uniti   | Marcos Giron             | 124      | 4              |
| Taipei cinese | Jason Jung               | 130      | 5              |
| Australia     | Christopher O'Connell    | 140      | 6              |
| Barbados      | Darian King              | 165      | 7              |
| Stati Uniti   | Mitchell Krueger         | 196      | 8              |
| Russia        | Aleksej Vatutin          | 197      | 9              |
| Stati Uniti   | Donald Young             | 233      | 10             |
| Spagna        | Adrián Menéndez Maceiras | 236      | 11             |
| Serbia        | Peđa Krstin              | 238      | 12             |
| Stati Uniti   | Jenson Brooksby          | 274      | 13             |
| Stati Uniti   | Michael Mmoh             | 294      | 14             |
| Stati Uniti   | Michael Redlicki         | 315      | 15             |
| Stati Uniti   | Sekou Bangoura           | 317      | 16             |

* Ranking al 4 novembre 2019.

### Altri partecipanti
i seguenti giocatori hanno ricevuto una wild card per il tabellone principale:
- Mohamed Abdel-Aziz
- Oliver Crawford
- Brandon Holt
- Zane Khan
- Sumit Sarkar

I seguenti giocatori sono passati dalle qualificazioni:
- Alafia Ayeni
- Alexis Galarneau

## Partecipanti WTA

### Teste di serie
| Nazionalità | Giocatrice            | Ranking* | Testa di serie |
| ----------- | --------------------- | -------- | -------------- |
| Stati Uniti | Danielle Collins      | 31       | 1              |
| Stati Uniti | Taylor Townsend       | 84       | 2              |
| Belgio      | Kirsten Flipkens      | 95       | 3              |
| Ucraina     | Katarina Zavac'ka     | 110      | 4              |
| Romania     | Patricia Maria Tig    | 111      | 5              |
| Stati Uniti | Caty McNally          | 118      | 6              |
| Svizzera    | Stefanie Vögele       | 119      | 7              |
| Stati Uniti | Francesca Di Lorenzo  | 121      | 8              |
| Stati Uniti | Whitney Osuigwe       | 132      | 9              |
| Lussemburgo | Mandy Minella         | 137      | 10             |
| Stati Uniti | Usue Maitane Arconada | 140      | 11             |
| Stati Uniti | Allie Kiick           | 147      | 12             |
| Stati Uniti | Ann Li                | 148      | 13             |
| Stati Uniti | Caroline Dolehide     | 154      | 14             |
| Stati Uniti | Sachia Vickery        | 158      | 15             |
| Stati Uniti | Varvara Lepchenko     | 170      | 16             |

* Ranking al 4 novembre 2019.

### Altre partecipanti
Le seguenti giocatrici hanno ricevuto una wild card per il tabellone principale:
- Danielle Collins
- Linda Huang
- Katarina Jokić
- Bethanie Mattek-Sands
- Coco Vandeweghe

La seguente giocatrice è entrata in tabellone tramite protected ranking:
- Irina Falconi

Le seguenti giocatrici sono passate dalle qualificazioni:
- Catherine Bellis
- Sophie Chang

La seguente giocatrice è entrata in tabellone come lucky losers:
- Kayla Day

### Ritiri
Prima del torneo
- Sara Errani → sostituita da  Fanny Stollár
- Jaimee Fourlis → sostituita da  Hanna Chang
- Mayo Hibi → sostituita da  Kayla Day
- Katarzyna Kawa → sostituita da  Grace Min
- Kristína Kučová → sostituita da  Mari Ōsaka
- Anastasija Komardina → sostituita da  Catherine Harrison
- Asia Muhammad → sostituita da  Deniz Khazaniuk
- Jessica Pegula → sostituita da  Hailey Baptiste
- Olivia Rogowska → sostituita da  Gabriela Cé
- Katherine Sebov → sostituita da  Giuliana Olmos
- Katie Swan → sostituita da  Anna Danilina
- Patricia Maria Tig → sostituita da  Quinn Gleason

Durante il torneo
- Francesca Di Lorenzo

## Campioni

### Singolare maschile
Marcos Giron ha sconfitto in finale  Ivo Karlović con il punteggio di 7-5, 6(5)–7, 7–6(9).

### Doppio maschile
Jonathan Erlich /  Santiago González hanno sconfitto in finale  Ariel Behar /  Gonzalo Escobar con il punteggio di 6-3, 7–6(4).

### Singolare femminile
Kirsten Flipkens ha sconfitto in finale  Coco Vandeweghe con il punteggio di 7–6(4), 6-4.

### Doppio femminile
Ellen Perez /  Luisa Stefani hanno sconfitto in finale  Sharon Fichman /  Ena Shibahara con il punteggio di 1-6, 6-4, [10-5].